# Eremothamnus
Eremothamnus é um género botânico pertencente à família Asteraceae.
Contém as seguintes espécies:
- Eremothamnus marlothianus